# مورين سوانسون
مورين سوانسون (بالإنجليزية: Maureen Swanson)‏ هي ممثلة بريطانية، ولدت في 25 نوفمبر 1932 في غلاسكو في المملكة المتحدة، وتوفيت في 16 نوفمبر 2011.

## وصلات خارجية
- مورين سوانسون على موقع IMDb (الإنجليزية)
- مورين سوانسون على موقع قاعدة بيانات الفيلم (الإنجليزية)